# Emy Limpert
Emy Limpert (* 1884 in Hanau; † 1960 in Bad Nauheim) war eine deutsche Fotografin.

## Leben
Emy Limpert, mit wirklichem Namen Emilie Limpert, ist ab 1920 als selbstständige Fotografin nachweisbar. Die Handwerksrolle der Handwerkskammer Frankfurt am Main von 1930 enthält die erste Eintragung ihrer Betriebsstätte am Holzgraben 26. Wenige Jahre später wurde das Modeamt der Stadt Frankfurt gegründet, für das Emy Limpert zahlreiche Aufträge erfüllte. Unter anderem reiste sie im Auftrag dieses Amtes auch nach Florenz. Emy Limpert gehörte zu den neun Personen, die fast alle Bilder für den Silberspiegel schufen.
Sowohl ihre Wohnung als auch ihr Archiv fielen im Zweiten Weltkrieg den Bombenangriffen zum Opfer. 1944 zog sie nach Bad Nauheim um, wo sie viele Bilder der Badeanlagen schuf, 1946 wurde die Betriebsstätte am Holzgraben 26 aus der Handwerksrolle gelöscht.
Das Historische Museum Frankfurt, die Lipperheidesche Kostümbibliothek und Luise Kreiling-Stern, die am Institut für Modeschaffen tätig war, bewahrten Bilder, die Limpert für das Modeamt Frankfurt geschaffen hat. Viele ihrer Fotografien sind auch in gedruckten Publikationen zu finden.